# 1256年
| 千纪： | 2千纪 |
| 世纪： | 12世纪 \| 13世纪 \| 14世纪                                                                                 |
| 年代： | 1220年代 \| 1230年代 \| 1240年代 \| 1250年代 \| 1260年代 \| 1270年代 \| 1280年代                           |
| 年份： | 1251年 \| 1252年 \| 1253年 \| 1254年 \| 1255年 \| 1256年 \| 1257年 \| 1258年 \| 1259年 \| 1260年 \| 1261年 |
| 纪年： | 丙辰年（龙年）；南宋宝祐四年；蒙古宪宗六年；越南元豐三年；日本建長八年，康元元年                           |

## 大事记
- 夏天，蒙哥以南宋扣押蒙古使者為理由，對南宋宣戰。
- 蒙古攻四川之戰。
- 段興智前往漠北和林皇宮覲見蒙哥，被蒙哥任命為大理總管，子孫世襲。
- 忽必烈命劉秉忠在開平（今中國內蒙古自治區錫林郭勒盟正藍旗多倫縣西北閃電河畔）建立王府。
- 旭烈兀渡過阿姆河，攻陷波斯伊斯蘭教伊斯瑪儀派阿薩辛派的根據地 阿剌模忒堡，占領木剌夷國，在波斯建立伊兒汗國。
- 威尼斯共和國與熱那亞共和國為了爭奪黎凡特的商業特權，引發聖薩巴斯戰爭(1256年-1270年)。
- 緬甸蒲甘王朝國王烏茲那在狩獵中意外身亡，首相耶娑梯犍（英语：Yazathingyan of Pagan）處死烏茲那長子梯伽都（英语：Thihathu of Pagan），擁立那臘底哈勃德。

## 逝世
- 烏茲那，緬甸蒲甘王朝君主。
- 忽都台，弘吉剌氏，元憲宗蒙哥的皇后，曾祖德薛禪，姑祖母是元太祖成吉思汗的皇后孛兒帖，父忙哥陳。